# Alegoría de la construcción y Alegoría del trabajo

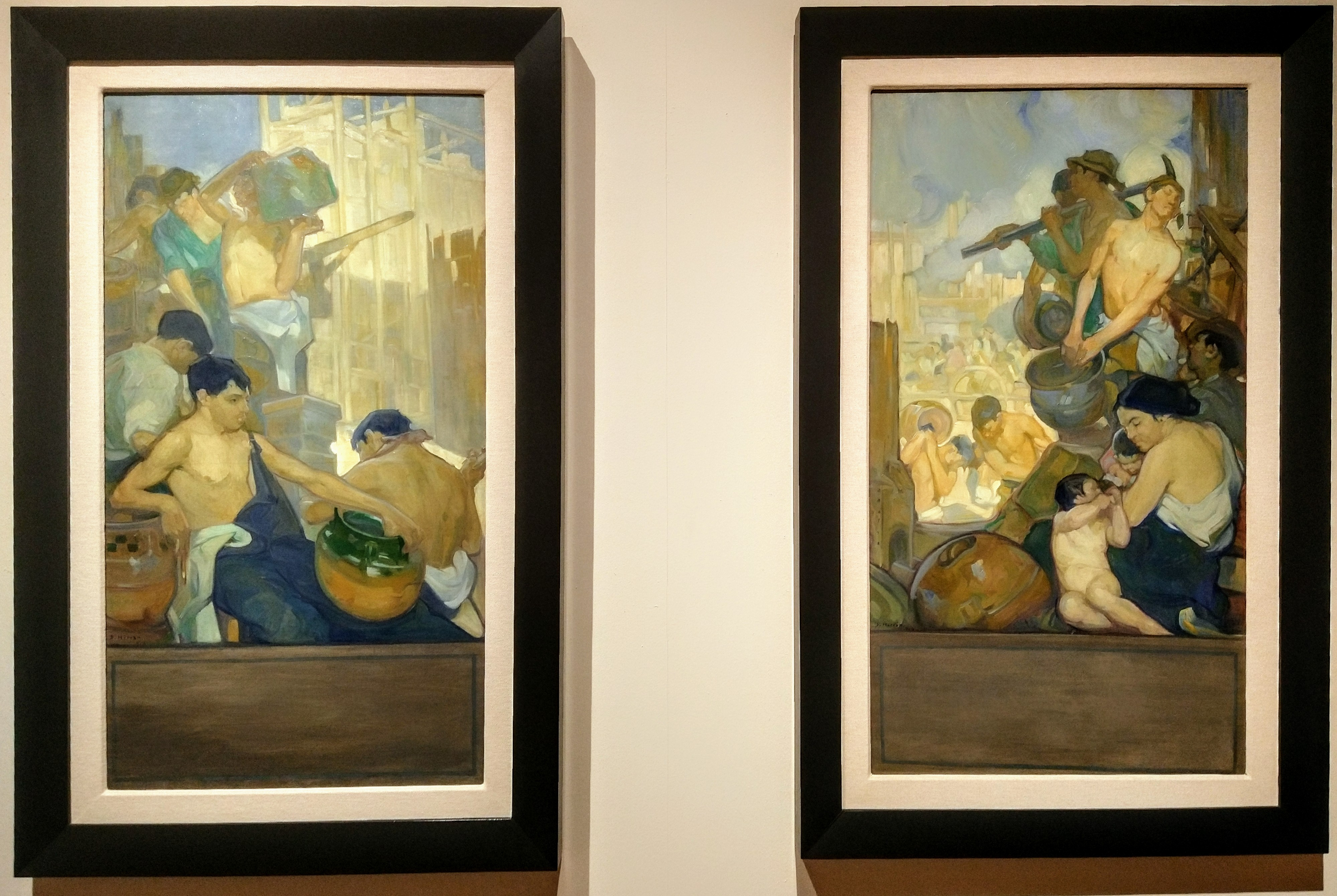
Alegoría de la construcción y del trabajo, versión preliminar de óleo sobre lienzo. Museo de Aguascalientes.

Alegoría de la construcción y Alegoría del trabajo son dos paneles pictóricos que forman un díptico mural realizado por Saturnino Herrán en 1910. Fue instalado en la Escuela de Artes y Oficios para varones y posteriormente se convirtió en parte del acervo del Instituto Politécnico Nacional. La pieza fue realizada con óleo sobre aplanado de yeso, con dimensiones de 273 x 185 cm.
El díptico se encuentra en la Biblioteca Nacional de Ciencia y Tecnología. El mismo Herrán realizó una versión preliminar en óleo sobre lienzo de 114 x 63 cm, la cual se encuentra en el acervo del Museo de Aguascalientes.

## Historia

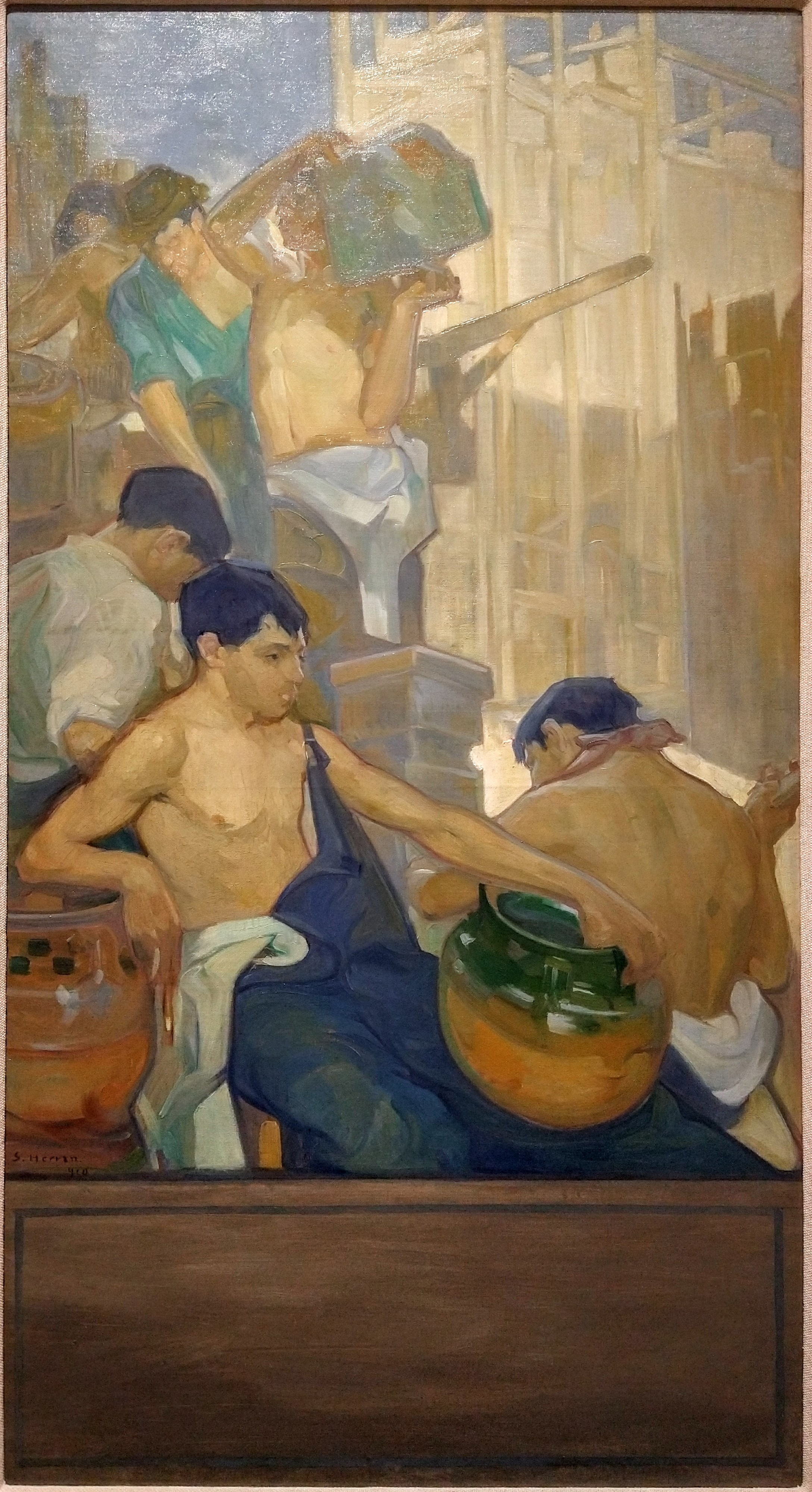
Alegoría de la construcción, versión del Museo de Aguascalientes

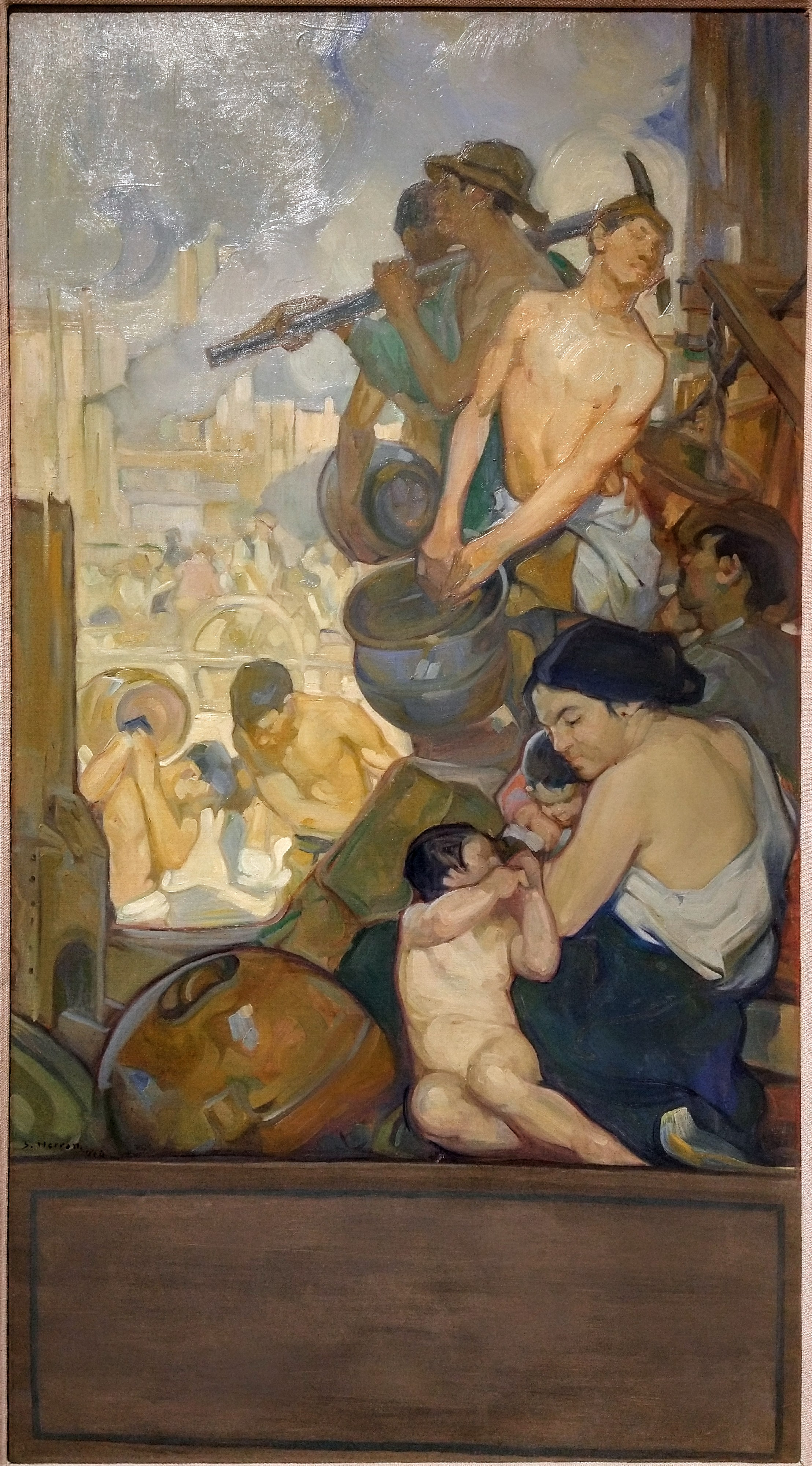
Alegoría del trabajo, versión del Museo de Aguascalientes

Antes del estallido de la Revolución mexicana, la Escuela Nacional de Artes y Oficios para Hombres (ENAOH) se estaba comenzando a especializar en la preparación de trabajadores con la nueva maquinaria industrial, como maquinistas de locomotora y máquinas de vapor. En esos tiempos ya comienzan a aparecer las tensiones entre el trabajo manual y el trabajo mecánico. Es en este contexto que Justo Sierra Méndez, ministro de Instrucción Pública y Bellas Artes, aprobó los bocetos de Saturnino Herrán para el encargo que se le había encomendado, de decorar el Salón de Actos de la Escuela con dos panneaux, los cuales fueron valuados en $1,500 pesos de aquel tiempo.
En 1910, en plena revolución, Saturnino Herrán termina las obras, utilizando como técnicas el óleo sobre aplanado de yeso en los muros de la entonces Escuela Nacional de Artes y Oficios para varones. Herrán recibió una tercera parte del costo del encargo.
En la década de 1970, el Centro Nacional de Conservación y Registro del Patrimonio Mueble del INBA, desmontó la pieza para instalarla en un soporte movible hecho de fibra de vidrio, lo que hizo que se convirtieran en piezas transportables. Durante la administración de Ernesto Zedillo, los paneles estuvieron en el salón López Mateos de la casa presidencial 'Los Pinos'; pero debido al maltrato, el díptico regresó a la Biblioteca Nacional de Ciencia y Tecnología.
En 2018, el díptico fue prestado para integrar la exposición «Pintando la Revolución: Modernismo Mexicano 1910-1950», en el Museo de Bellas Artes de Houston.

## Análisis
Las piezas, al ser alegóricas, presentan figuras representativas de las clases sociales trabajadoras del país dentro de una ciudad moderna. Herrán muestra un interés por la clase trabajadora y obrera, que también fue importante para el discurso artístico que se forjó después de la revolución en el muralismo mexicano, el cual tenía también un discurso propagandista. Saturnino Herrán ya había plasmado obras alegóricas de este tipo, particularmente en La labor (1908), en la cual también incluía a personajes de la clase trabajadora.
Los dos paneles del díptico tienen una estructura compositiva similar, pues destacan tres figuras en primer plano. En ambas pinturas hay una suerte de claroscuro en el que el fondo es luminoso y el primer plano oscuro.

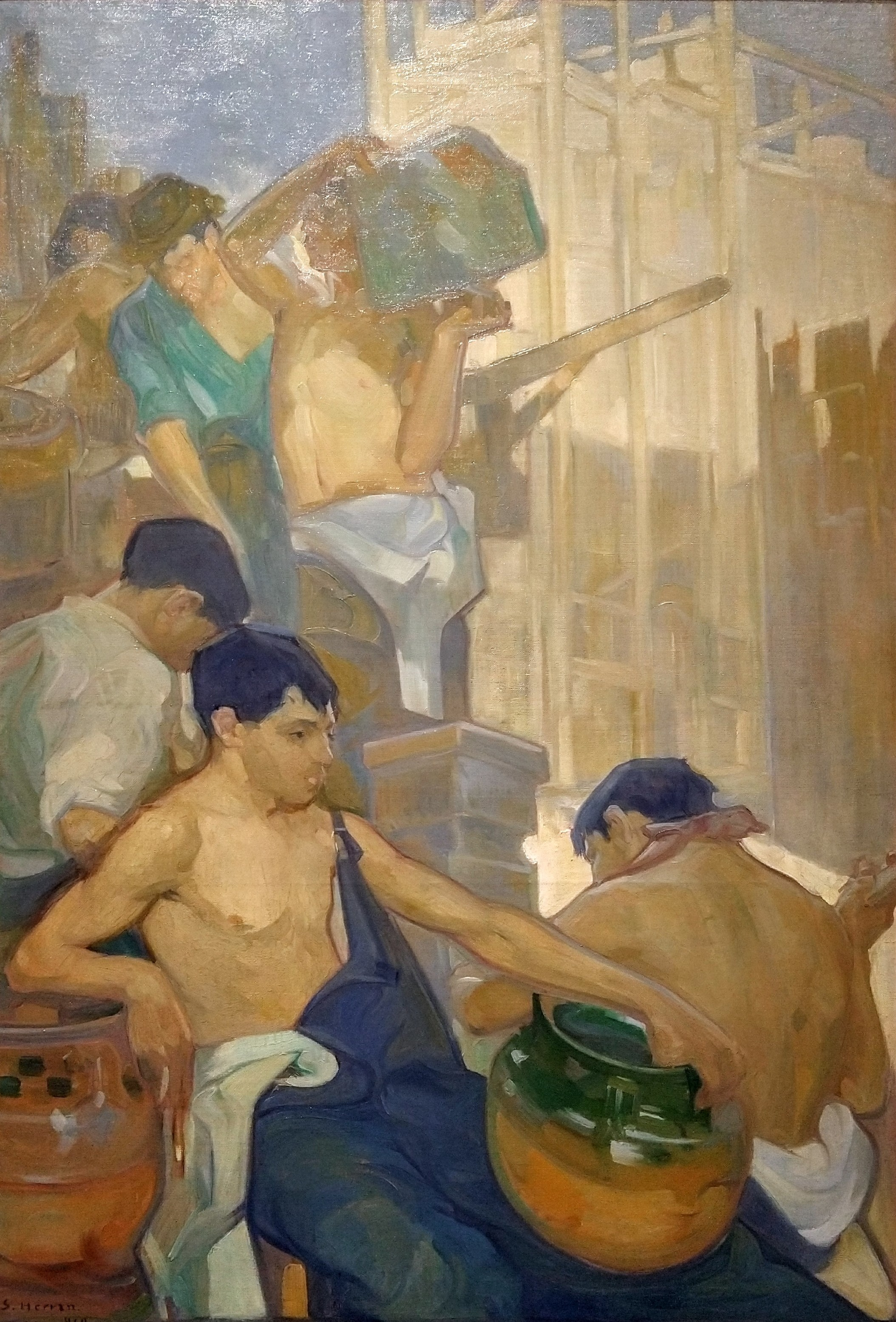
Detalle de Alegoría de la construcción.

### Alegoría de la construcción
En el panel izquierdo, Alegoría de la construcción, Herrán coloca a tres figuras en primer plano. El primer personaje es un hombre corpulento con el torso semidesnudo y vistiendo un overol de mezclilla, que sostiene un pincel con la mano derecha y con la izquierda una olla de cerámica con un vidriado verde. Este personaje sería el padre de la familia que junto a la mujer con dos niños del panel derecho (Alegoría del trabajo) conforman una familia. En el segundo plano, hay trabajadores con torsos desnudos, mostrando su musculatura y su fuerza al cargar piedras. Se muestra en la parte central un capitel de estilo jónico, que en la versión preliminar del Museo de Aguascalientes, tiene otro estilo, similar al dórico.
En el segundo plano aparecen 5 trabajadores de la construcción dispuestos de manera ascendente. El fondo tiene una luz amarillenta y violácea, y se muestra una obra en construcción, unos andamios de manera que ocupan parte del fondo a la derecha.

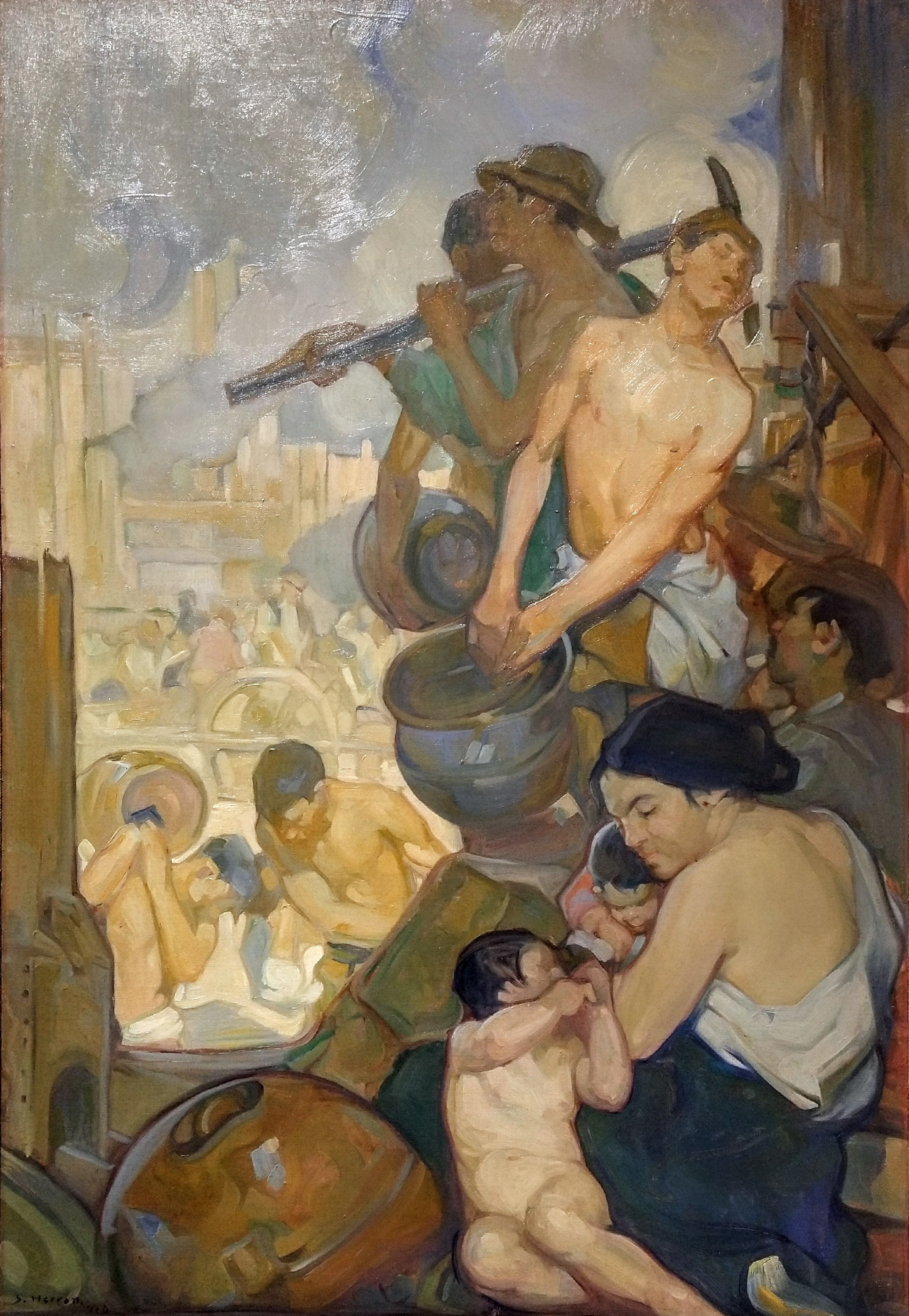
Detalle de Alegoría del trabajo.

### Alegoría del trabajo
En el panel derecho, la Alegoría del trabajo, presenta en primer plano hay una muer con dos niños pequeños y una gran olla de cabeza. Junto con el hombre en primer plano de la Alegoría de la construcción, forman una familia. El hombro descubierto de la mujer hace alusión a su capacidad de amamantar.
Al igual que en la Alegoría de la construcción, este panel muestra en segundo plano a trabajadores con el torso desnudo cargando objetos; en este caso, ollas de barro.
Al fondo a la izquierda, se divisa un horno para la cerámica. Detrás de la mujer, en segundo plano, se ve un grupo hombres, uno con sombrero y bigote, que posiblemente sea un ingeniero o maestro de obra; y tres más que son trabajadores, dos de ellos con el torso desnudo. El fondo, entre amarillezco, violáceo y verdoso, muestra un ambiente difuso que deja ver un contexto de construcción.